# Eufonia
A eufonia caracteriza-se por um som agradável, especialmente pela combinação de certas palavras; contrapondo-se, portanto, à cacofonia (esta identifica sons desagradáveis). A eufonia é definida como "efeito acústico agradável", ou "Sucessão de sons agradáveis (no dizer).
Igualmente, pode se notar termos fiéis subentendidos em uma frase.
Exemplos: "Fico com a Juliana talvez" ("Natal") "Ao menos que alguém se preste para nos ajudar" ("cipreste")
(Do grego euphonía, «bela voz», pelo latim euphonĭa-, «eufonia; sons harmoniosos»). Outro derivado do mesmo radical grego é o eufônio, instrumento musical de sopro.